# Moviment Electoral del Poble (Aruba)
|  | Aquest article tracta sobre el partit polític d'Aruba. Si cerqueu el partit polític veneçolà, vegeu «Moviment Electoral del Poble (Veneçuela)». |

El Moviment Electoral del Poble (en papiament: Movimiento Electoral di Pueblo, MEP) és un partit polític social-demòcrata d'Aruba.
A les eleccions d'Aruba del 28 de setembre de 2001, va aconseguir el 52,4% de vots, obtenint 12 dels 21 escons. A les del 23 de setembre de 2005 disminuí el seu suport fins al 43% dels sufragis, comportant la pèrdua d'un escó, tot i mantenir la majoria necessària de govern liderada per Nelson Oduber. A les següents eleccions del 25 de setembre de 2009 perderen la majoria parlamentària aconseguint 8 dels 21 escons.